# Нидервиза
Нидервиза (нем. Niederwiesa) — община в Германии, в земле Саксония. Подчиняется административному округу Кемниц. Входит в состав района Средняя Саксония.  Население составляет 5057 человек (на 31 декабря 2010 года). Занимает площадь 16,17 км².

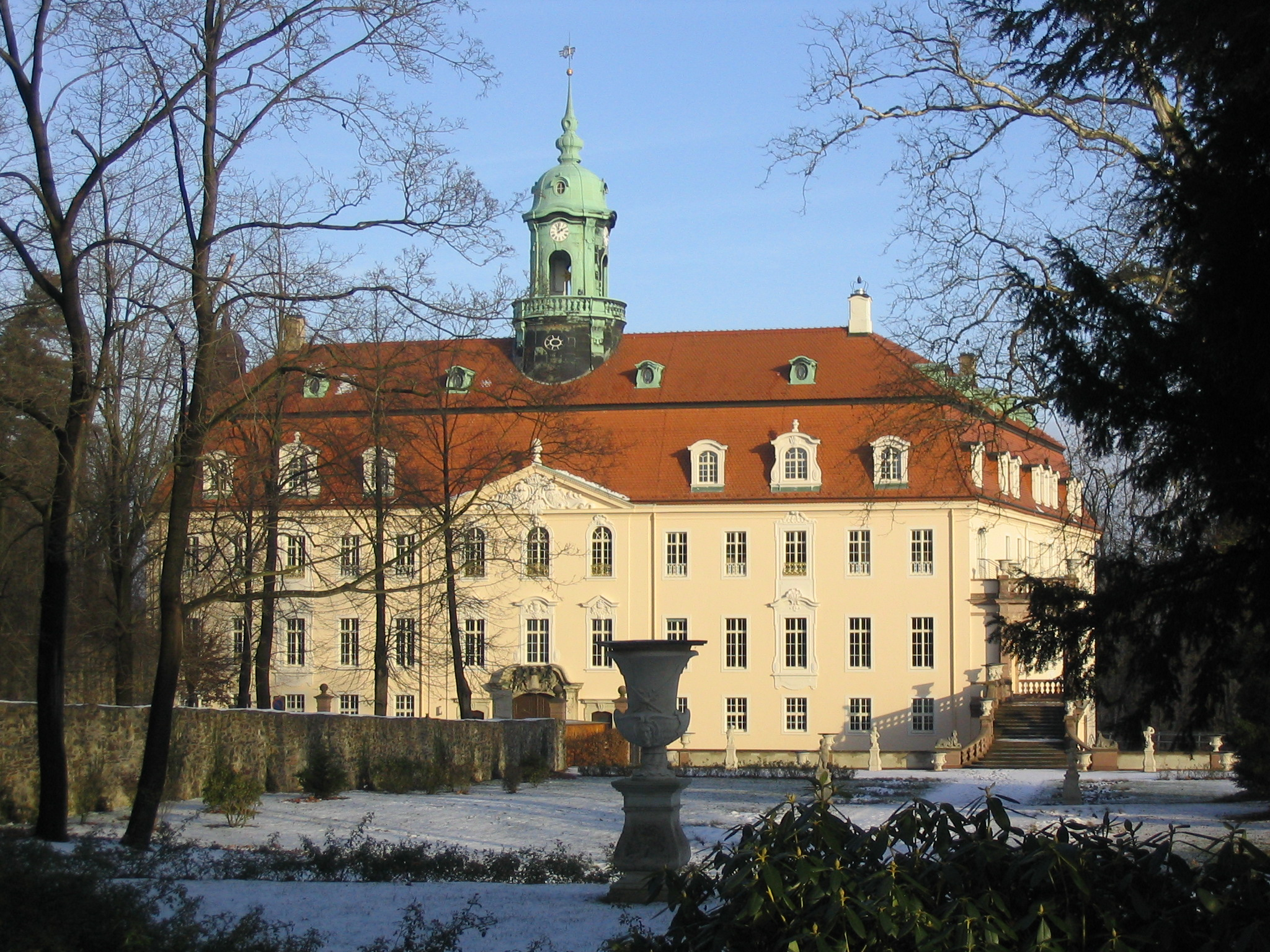
Нидервиза